# Figuig
Pour les articles homonymes, voir Figuig (paquebot de 1916).
 (août 2010).
Si vous disposez d'ouvrages ou d'articles de référence ou si vous connaissez des sites web de qualité traitant du thème abordé ici, merci de compléter l'article en donnant les références utiles à sa vérifiabilité et en les liant à la section « Notes et références ».
Figuig, (en berbère : ⵉⴼⵉⵢⵢⴻⵢ / Ifiyyey, Figig; en arabe : فݣيݣ ou فجیج) est une ville située à l'extrême-est du Maroc, dans la région de l'Oriental (Maroc), à environ 368 km au sud de Oujda et 254 km au nord-est de Merzouga.
La ville-palmeraie est nichée au cœur d'un cercle de petites montagnes. L'agriculture de l'oasis, et particulièrement les dattes, répond aux besoins premiers des habitants jusqu'à la perte d'immenses territoires. Son climat est de type semi-aride méditerranéen, à aride ; mais l'intérieur de l'oasis forme un microclimat très contrasté avec les territoires environnants.
Figuig connaît l'existence d'une ébauche d'université au XVe siècle, au sein de laquelle étaient enseignés l'algèbre et la théologie islamique, grâce à Sidi Abdel Jabbar et son fils Mohammed. Son autre fils, Sidi Ibrahim ben Abdel Djebbar el Figuigui, est connu pour avoir composé ce que certains considèrent comme le premier recueil de cynégétique moderne : Rawdat Al soulwan (Le jardin de consolation).

## Étymologie
Son nom proviendrait du mot arabe fejj (col) selon beaucoup d'historiens. Cette version est contestée par des chercheurs en langues berbères, surtout en langues zénètes.[source insuffisante] Mais ces derniers allaient contre l'orthodoxie des recherches arabisantes qui, elles, avaient tendance à tout faire entrer dans le moule de la langue pour des raisons idéologiques. En fait, pour les autochtones de Figuig, le nom de la ville est Ifiyyey ; et non pas Fijij, Figuig, ou Fikik, non plus. Même si l'on voulait faire remonter le nom berbère au mot arabe, il y aurait plusieurs invraisemblances dans le chemin. Une version parmi d'autres, qui paraîtrait assez consistante, est que le mot proviendrait tout simplement du verbe berbère afey (courir). À Figuig, on parle plutôt de ajenna n Ifiyyey (le dessus de Figuig) et de attay n Ifiyyey (le bas de Figuig). Cela ferait penser, logiquement, que « Ifiyyey » n'est, ni plus ni moins, que la falaise au milieu de la ville. Et comme une falaise oblige les hommes à courir ou précipiter le pas en la descendant, on aurait appelé l'endroit Ifiyyey [source insuffisante].
L'adjectif tiré du verbe afey étant ifyey, le substantif qui en est tiré est automatiquement Ifiyyey selon la grammaire berbère locale. La forme Ifeggeg est possible dans d'autres dialectes berbères, puisque le figuiguien se dit une variante en -ey à la place de -eg, d'où probablement le mot figuig comme compression de Ifeggeg, afeggeg, oufeggeg, ou autre ; les voyelles ne changeant pas tellement le sens d'un mot chez les Berbères. Deux termes viennent étayer cette version : les mots Azrou et Imouzzar qui désignent deux chemins praticables le long de la falaise. Ces deux mots auraient pour origine linguistique le verbe berbère zzar (devancer, aller en premier). Azrou, prononcé sans emphase de la lettre z, serait un substantif. Donc une piste de course ou, plus précisément, un raccourci. Le mot Imouzzar serait un autre substantif désignant la même chose ; avec la nuance que, cette fois-ci, c'est pour des courses qui se feraient à plusieurs. Imouzzar est tiré d'une déclinaison du verbe ezzar en mmezzar, qui en est une forme intransitive et réfléchie (mutualité de l'action : se faire la course). Elle prend alors le sens de faire la course, forcément, contre quelqu'un. Cependant, la forme Azro, dans sa vraie prononciation actuelle, avec un z emphatique, et un o grave, serait plutôt tirée de la racine zer (emphase du z) (synonyme de voir, rendre visite, visiter). Ce qui donnerait au mot, vu l'endroit, le sens de perchoir, de promontoire, ou de belvédère, tout court. Soit, encore une allusion à l'escarpement géographique de l'endroit[source insuffisante].

## Organisation

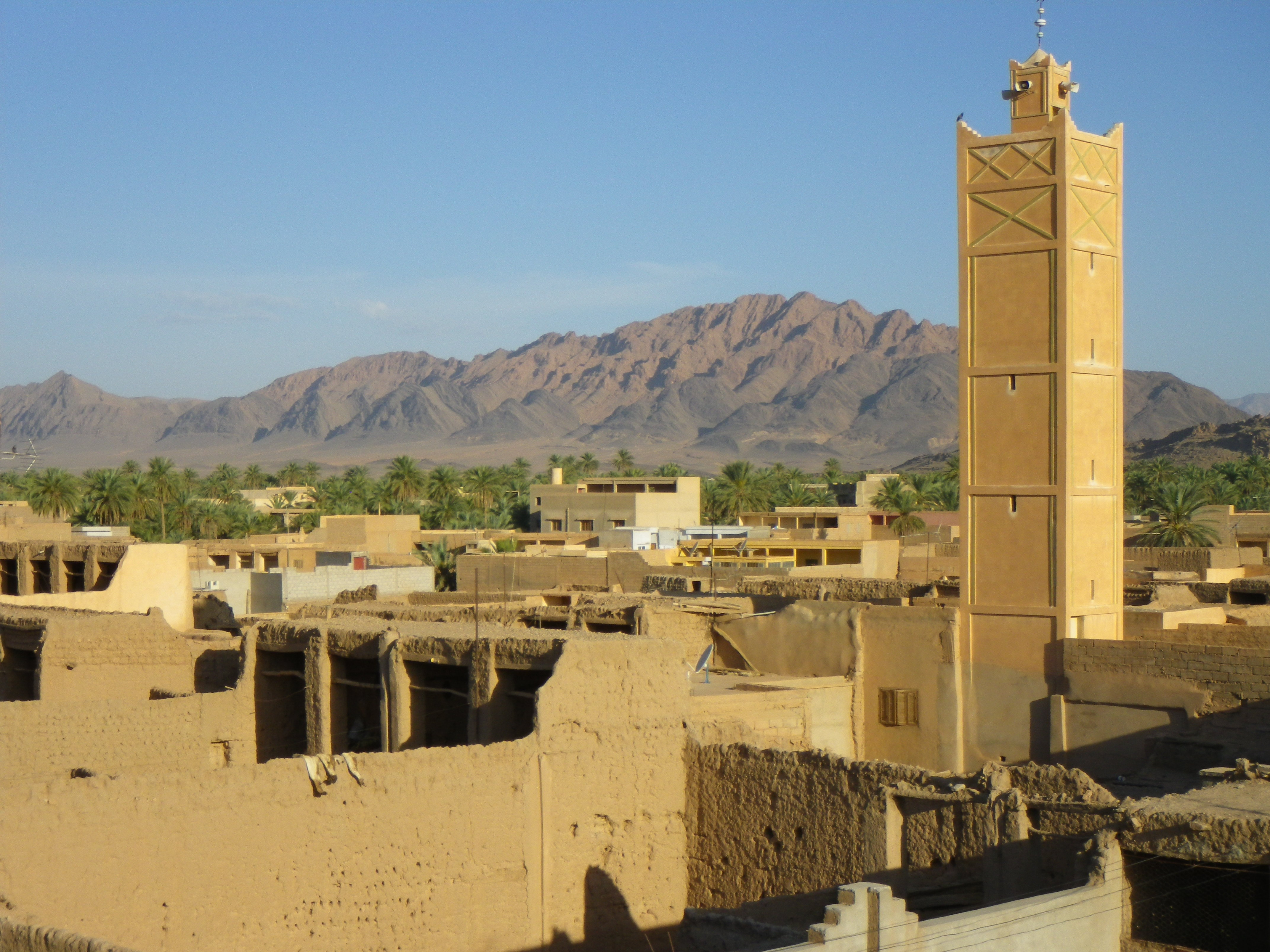
Figuig, une partie du ksar Zenaga vue d'une terrasse. Au loin l'Algérie.

La ville est formée actuellement de sept ksour, qui sont :
- Zenaga (Iznayen, iznaguen : isen'hajen. les sen'haja, ou Sanhadja) ;
- Loudaghir (At Addi : addi est un nom propre) ;
- Laâbidate (At ennej : ceux d'en haut) ;
- Oulad Slimane (At Slimane : nom propre) ;
- Hamam Tahtani (At wadday : ceux d'en bas) ;
- Hamam Foukani (At Amer : nom propre) ;
- El Maïz (At Lemaïz: probablement le nom d'une montagne aux environs).

Ce sont d'anciens groupes de population qui étaient totalement autonomes, chacun dans leur ksar, éparpillés le long de l'oued Zouzfana, chacun avec ses propres lois et coutumes. Puis, à l'époque de la grande invasion des tribus arabes chassées par les Fatimides de l'Égypte, tous les anciens ksars se sont regroupés à l'endroit actuel, pour mieux se défendre et garder leur caractère culturel et politique.
À cela s'ajoute la Zaouia de Sid Cheikh, connue localement sous le nom d'Aït Wajdal ou de Sidi Abdelkader Mohammed, une tribu de marabouts d'origine arabe qui avait bien implanté son pouvoir moral dans tout le sud oranais depuis quelques siècles, principalement dans les tribus des Laamours de l'ouest (Gherarba), notamment Ch'aamba, et les Berbères des oasis.
Le plus connu de la tribu est un natif de Figuig : le cheikh Bouhamama (Bou'amama) (1833-1908), qui a combattu les Français dans la deuxième moitié du XIXe siècle. Cette tribu a des membres dans tous les ksour, en plus des lieux saints, qui sont parfois en dehors des agglomérations.
Deux anciens ksour, aujourd'hui disparus, étaient :
- le ksar d'Aït Meh'rez, dont on peut encore voir les ruines, tout près du village administratif, au lieu-dit Tasqaqt n ouydi (Ruelle du chien), à la limite nord de ce qui est, actuellement, le collège Sidi Abdeljebbar.
- le ksar d'Aït Jaber, dont les ruines sont visibles tout près du lieu-dit Ajdir (Monticule, en français), la zone de partage des eaux de Tzadert (Menaçante d'effondrement, en français), source cause principale des conflits du début de l'ère moderne.

Leurs populations étaient en majorité des nouveaux venus à Figuig, à la suite des guerres de succession des sultans alaouites. Ces populations, meh'erzis, s'étaient opposées à Moulay Rachid (1631-1672) qui les avait pourchassées dans tout le sud-est du Maroc. Une partie d'eux est arrivée à Figuig, et a conclu un pacte d'amane (pacte d'accueil et de défense mutuelle très courant dans les sociétés musulmanes de l'époque) avec le ksar Zenaga. À la suite de Moulay Rachid, Moulay Ismaïl (1645-1727) s'allia avec les Ouled Jaber, toujours pour museler la résistance des Ouled Meh'rez dans le sud-est marocain. Le ksar meh'rez finit par être détruit, avec l'aide du ksar Loudaghir. Par la suite, le ksar des Ouled Jaber fut détruit par les Zenagas.
Les populations de ces ksour sont réparties aujourd'hui, par ordre d'importance, entre Zenaga, Loudaghirs, Laabidate, et Aït Lamaïz.

## Démographie

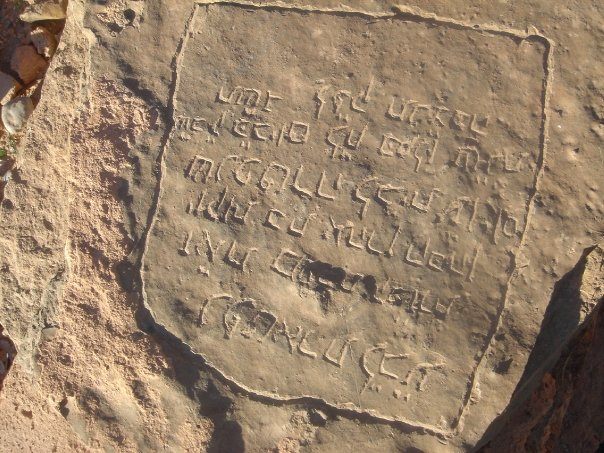
Pierre tombale du cimetière juif de Figuig.

La population est constituée de Berbères, notamment des tribus de Senhaja (Zenaga) (Berbères du sud)  et des Zenata (Berbères du nord) et des tribus arabes nomades Beni Hilal et Beni Selim la plus grande est celle des Beni Guil. Les familles chérifiennes de Figuig sont berbérophones. À l'exception des familles non-figuigui, c'est-à-dire celles qui se sont récemment installées à Figuig parmi elles les tribus Laamours et Beni Guil en particulier sont uniquement arabophone, ainsi que celles des employés affectés à Figuig, la majorité des habitants sont arabophones et berbérophones, y compris les familles chérifiennes, d'origine arabe.
Une importante composante de Noirs berbères, ou ayant fait partie de l'armée Alboukhari du sultan alaouite Moulay Ismail ou de celle de Yacoub al Mansour Almohades, ou probablement issue de la traite des Noirs, est à signaler à Figuig.
Les Juifs ont, eux, tous quitté la ville vers la France, les grandes villes du Maroc ou Israël, avant l'indépendance du Maroc. La ville de Figuig possède deux anciens cimetières juifs, abandonnés à ce jour, celui de Zenaga demeurant mieux préservé que celui de Ouled Sliman, qui a perdu son enceinte.
Les chourafa ou chérifiens ont toujours eu un ascendant administratif et religieux, dont la jurisprudence. Aux Berbères revenaient l'agriculture et le commerce caravanier. Les minorités noires et juives s'occupaient, elles, surtout de l'artisanat.

## Histoire

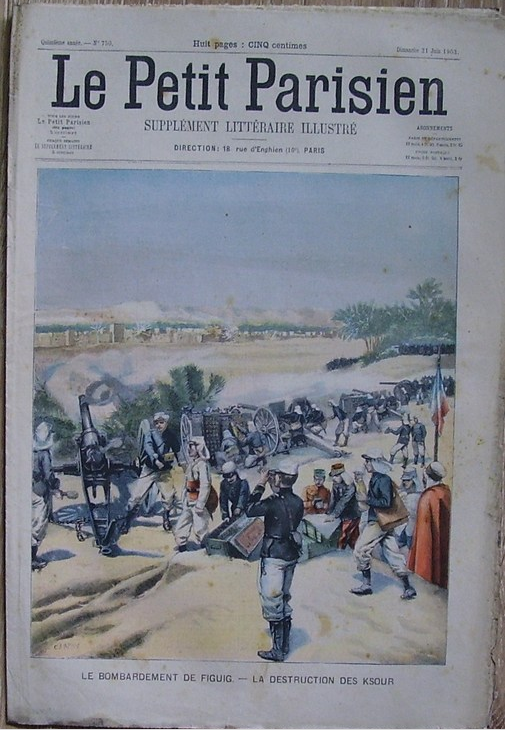
Bombardement des Ksour de Figuig par les troupes françaises (couverture du Petit Parisien illustré de juin 1903).

### Préhistoire
La présence humaine est attestée dans la région de Figuig depuis l'Antiquité par de multiples sites de gravures rupestres le long du parcours de Zouzefana. C'est le Figuig de la littérature coloniale qui englobait tout le bassin de l'oued. Pour l'anecdote, la nomination Zouzfana proviendrait vraisemblablement d'une princesse ou notable de la période romaine nommée Josephina. Il est plus probable qu'il viendrait du nom Sidi Youssef dans sa version romanisée, Joseph, qui serait rattaché au suffixe d'appartenance-ine (-in aux masculin, ce qui signifierait la vallée de Joseph ; à moins que ce ne soit vraiment une femme qui aurait été enterrée au lieu-dit Tamezzought. Mais il n'existe aucune étude sur le sujet, d'autant qu'il y a beaucoup de lieux datant de la période anté-islamique et qui seraient sacralisés comme marabouts dans le Grand Maghreb. Les gravures dont il est question dans ce paragraphe, ne laissent aucun doute sur l'identité des populations qui ont habité la région depuis, à savoir les Berbères. Elles sont composées d'images d'animaux parsemées de mots ou de signes en caractères tifinagh. Les sites connus jusqu'à maintenant sont ceux de Tadrart n Hammou Hakkou Cheda (col de Zenaga), Ighzer Acherquiy, et El Arja.

### Antiquité
La période suivante manque cruellement de documentation dans l'histoire officielle. On est réduit à se fier à la mémoire collective et à l'approche ethnologique pour espérer retrouver des informations dignes de ce nom, aptes à aider à reconstituer une vraie histoire des Berbères dans la région. Les histoires suggèrent souvent des sociétés bien organisées sur un modèle matriarcal fort jusqu'à l'arrivée de l'islam. Dans le conte Leïla d Amar (Leïla et Amar), Leïla a tué 99 hommes et son amour Amar. Dans celui de Lalla Mehaya (L'altesse Mehaya), Mehaya a fini par percer un trou dans la montagne juste avec ses cheveux enduits de henné, et enfin, dans ceux de Mamma Tamza (l'Ogresse ou la Lionne, matriarche) c'est-elle la plus forte. L'ogre, lui, est souvent présenté comme un personnage dénué de toute forme d'intelligence. Il fait figure d'idiot.

### Période islamique
L'arrivée de l'islam dans la région s'est faite sans heurts. Beaucoup d'historiens s'accordent à dire que l'islam a été diffusé dans la région par des autochtones, des moines chrétiens, fort probablement des survivants du manichéisme au Grand-Maghreb, convertis pendant leur pèlerinage à Jérusalem. De ce point de vue aussi, il n'existe pas de textes précis qui confirmerait des faits précis. La société berbère avait déjà oublié l'usage de l'écrit, globalement en raison de la domination romaine et vandale.
Figuig a fait partie du territoire des Almohades (1121-1269) qui y ont édifié Ksar el Aïn à proximité des sources. On sait que la région de Figuig faisait partie du territoire des Mérinides (1244-1465) dissidents partiels des Almohades, avant leur prise de pouvoir au Maroc.
Figuig intégra aussi le territoire marocain à l'arrivée des Saadiens (1549-1659), sous le Sultan Mohammed El Sheikh es'saadi. La conquête du Touat puis de Tombouctou par les Saadiens entre 1582 et 1591 ont quelque peu éclipsé les liens avec Tlemcen. Le Sahara était l'axe principal aux échanges commerciaux entre l'Afrique noire et le Nord. La relation entre les Saadiens et les Ottomans se dégradaient. Cela conduisit Ahmad al Mansour Addahbi, le sultan Saadien, à contrôler cette zone. La régence d'Alger ne peut s'engager dans des expéditions sahariennes lointaines, il est cependant fait mention de l'envoi d'une troupe d'Alger vers la fin du XVIe siècle à la demande des ksouriens face aux rezzous venus du Tafilalt et ils sont alors soumis à une tentation de repli local et sont indépendants de fait.
À l'arrivée des sultans alaouites, Figuig est dans la continuité des Saadiens. Le sultan Moulay Ismael, y installe les Ouled Jaber, tribu makhzen. Le sultan Moulay Slimane, les réhabilite pour une brève période, en 1805. La période est particulièrement marquée par les conflits sanguinaires déclenchés après la destruction du ksar des Ouled Jaber, en grande partie pour la domination des sources d'eau, dont le Tzadert, vers 1770-1830. Le sultan alaouite Moulay Slimane réalise aussi la conquête du sud entre 1805 et 1808. Selon les géographes français du XIXe siècle et Kouzmine et al., la zone du mont des Ksour paie encore impôt auprès du bey d'Oran avant 1830 et se trouve ainsi dans une zone d'influence partagée entre la régence d'Alger et les dynasties chérifiennes.

### Période du protectorat
En 1903, les Figuiguis livrent deux batailles contre les troupes françaises venues d'Algérie. Vaincus lors de la seconde bataille, ils ont dû payer un lourd tribut. Le 16e jour (Tanettaout) du cycle hydrique (Kharouba) vient de là. La littérature est abondante pour cette période.
L'époque suivante est, sciemment et conjoncturellement, dédiée à un encerclement de la zone habitée. D'abord par les Français, qui ont imposé un tracé de frontières qui limita Figuig aux seuls ksars et à l'espace aride qui les sépare de l'oued Zouzfana, le territoire vivrier des habitants. S'ensuit une période d'« usufruit », accordée aux Figuiguis selon la volonté du colon, et parsemée de périodes plus ou moins longues d'interdictions.

### Depuis l'indépendance
L’accord diplomatique de Rabat du 28 mai 1956, qui stipule que ni la France ni le Maroc ne mèneront de politique contraire aux intérêts de l'autre partie au traité, devient rapidement inappliquable en ce qui concerne la guerre d'Algérie, l'État comme la population marocaines se sentant solidaires de leurs voisins en guerre pour l'indépendance. L'arrestation de Ben Bella provoque ainsi le massacre de Meknès (53 Européens tués du 23 au 28 octobre 1956). Proche de la frontière algérienne, la région est au cœur des évènements, et des bases militaires du FLN sont implantées dans toute la province de l'Oriental, dont une à Figuig.
Les querelles frontalières algéro-marocaines d'après-indépendance (Guerre des Sables en 1963) ont aggravé l'état des choses.

## Climat
Situé aux abords du Sahara, le climat qui règne à Figuig est de type désertique. Les températures en été sont très chaudes (jusqu'à 45°).

## Personnalités
- Cheikh Bouamama (1833 ou 1840-1908), résistant lors de la période coloniale
- Belkacem Ouazzane né en 1924 à Figuig ancien membre des Forces Auxiliaires et mort à une date inconnue
- Mohammed Moussaoui (1964-), président du Conseil français du culte musulman
- Mohamed Abed Al-Jabri (1935-2010), philosophe marocain
- Abdelatif Benazzi (1968-), joueur de rugby
- Kamal Oudrhiri, responsable marocain du département d’études planétaires de la NASA
- Booder (1978-), acteur et humoriste
- Tarik Marzouk (1982-), footballeur

## Jumelages
- Figuig est en partenariat avec le conseil général de la Seine-Saint-Denis, en France depuis le 8 juin 2000.
- Figuig est en partenariat avec la ville de Stains (France) depuis le 18 octobre 2002.
- Figuig est en partenariat avec la Fondation MON-3. (Espagne)